# Светско првенство у пливању 2013 — 50 метара прсно за мушкарце
Такмичење у дисциплини 50 метара прсно за мушкарце на Светском првенству у пливању 2013. одржано је у оквиру 15 ФИНА Светског првенства у воденим спортовима у Барселони 30. и 31. јула у вишенаменској Дворани Сант Ђорди.

## Земље учеснице
Учествовало је ... пливача из ... земаља.

## Рекорди пре почетка такмичења
(28. јул 2013.)
| Рекорд                                    | Име                  | Земља                  | Резултат | Место | Датум         |
| ----------------------------------------- | -------------------- | ---------------------- | -------- | ----- | ------------- |
| Светски рекорд Рекорд светских првенстава | Камерон ван дер Бург | Јужноафричка Република | 26,67    | Рим   | 29. јул 2009. |

## Победници
| Дисциплина |  |  |
|            |  |  |

## Квалификационе норме
| А норма | Б норма |
| ------- | ------- |
| 28,00   | 28,98   |

## Сатница
| Датум        | Време | Коло          |
| ------------ | ----- | ------------- |
| 30. јул 2013 |       | Квалификације |
| 30. јул 2013 |       | Полуфинале    |
| 31 јул 2013  |       | Финале        |

## Резултати

### Квалификације
| Пласман | Група | Стаза | Пливач | Земља | Време | Белешка |
| ------- | ----- | ----- | ------ | ----- | ----- | ------- |
|         |       |       |        |       |       |         |

### Полуфинале
| Пласман | Група | Стаза | Пливач | Земља | Време | Белешка |
| ------- | ----- | ----- | ------ | ----- | ----- | ------- |
|         |       |       |        |       |       |         |

### Финале
| Пласман | Стаза | Пливач | Земља | Време | Белешке |
| ------- | ----- | ------ | ----- | ----- | ------- |
|         |       |        |       |       |         |
|         |       |        |       |       |         |
|         |       |        |       |       |         |
|         |       |        |       |       |         |